# Holice (Slowakei)
Holice (bis 1948 slowakisch „Gala“; ungarisch Gelle oder Egyházgelle) ist eine Gemeinde im Südwesten der Slowakei, mit 2143 Einwohnern (Stand 31. Dezember 2024). Sie liegt im Okres Dunajská Streda, einem Teil des Trnavský kraj.

## Geographie
Die Gemeinde liegt auf der Großen Schüttinsel (Žitný ostrov), einem Teil des slowakischen Donautieflands. Das Ortszentrum ist 11 Kilometer von Dunajská Streda und 38 Kilometer von der Hauptstadt Bratislava entfernt.

## Geschichte
Die Gemeinde setzt sich aus den folgenden Katastralgemeinden zusammen: Beketfa, Čéfa, Kostolná Gala, Malá Budafa, Póšfa, Stará Gala, Veľká Budafa und Čentöfa. Diese sind weitgehend mit den 7 Gemeindeteilen identisch, bis aus Čéfa, das als Gemeindeteil Čechová heißt und ist zudem mit der Katastralgemeinde Čentöfa fusioniert. Jedes Dorf hat eine eigenständige Geschichte.
Der Hauptort wurde zum ersten Mal 1250 als Galla schriftlich erwähnt
Bis 1919 gehörte alle Orte im Komitat Pressburg zum Königreich Ungarn und kamen danach zur Tschechoslowakei. Durch den Ersten Wiener Schiedsspruch kamen 1938–45 sie erneut zu Ungarn.
1948 wurde der Ortsname aus nationalpolitischen Gründen in die heute noch gültige slowakisierte Form abgewandelt.

## Bevölkerung
| Jahr                | 1994 | 2004    | 2014    | 2024     |
| ------------------- | ---- | ------- | ------- | -------- |
| Anzahl der Personen | 1813 | 1825    | 1945    | 2143     |
| Unterschied         |      | +0,66 % | +6,57 % | +10,17 % |

| Jahr                | 2023 | 2024    |
| ------------------- | ---- | ------- |
| Anzahl der Personen | 2155 | 2143    |
| Unterschied         |      | −0,55 % |

Ergebnisse nach der Volkszählung 2001 (583 Einwohner):

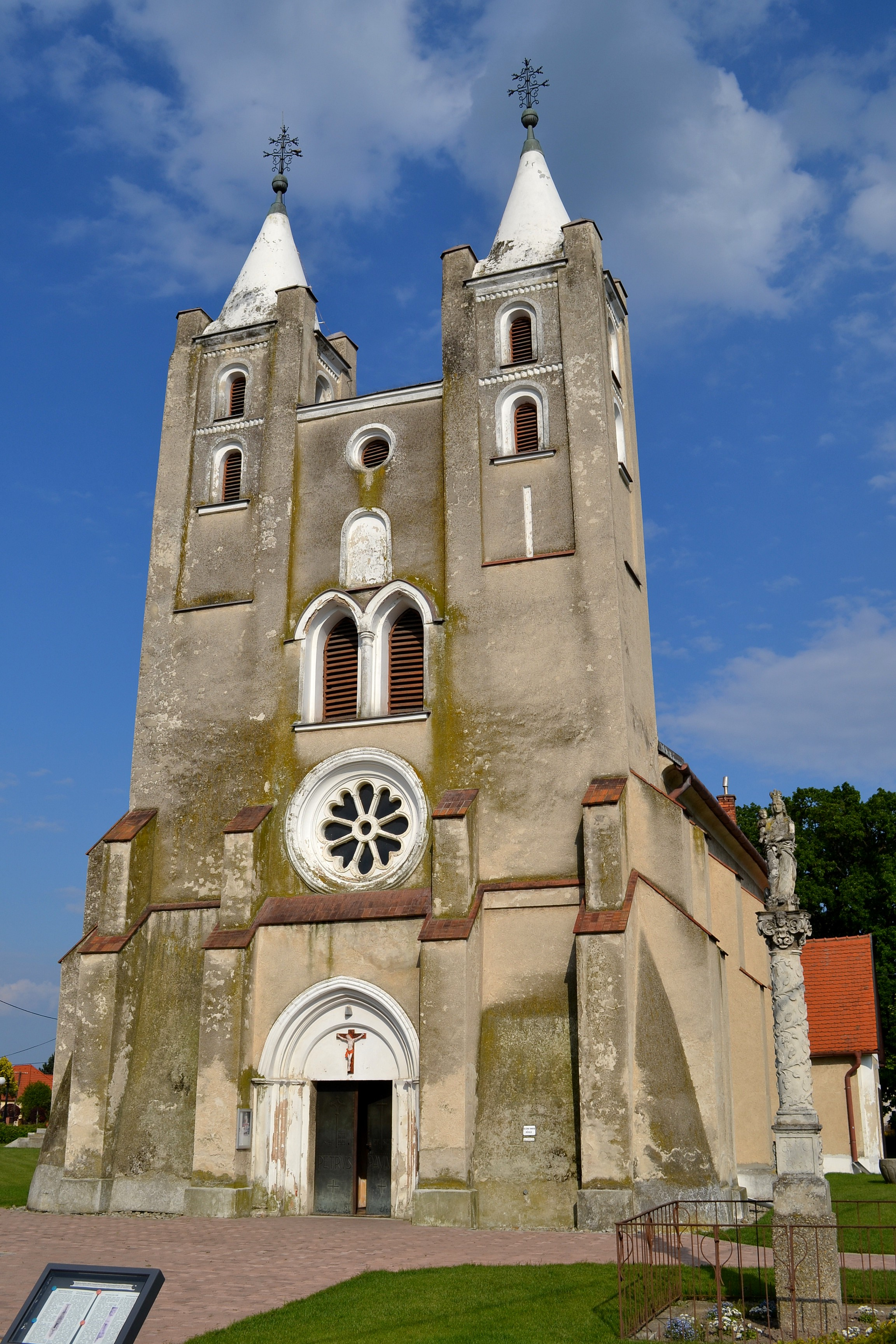
Kirche

| Nach Ethnie: - 96,00 % Magyaren - 3,73 % Slowaken - 0,05 % Tschechen | Nach Religion: - 96,00 % römisch-katholisch - 1,97 % konfessionslos |

## Sehenswürdigkeiten
- römisch-katholische Peter-und-Paul-Kirche